# 有珠郡
有珠郡（日语：／ Usu gun */?）為日本北海道膽振綜合振興局的郡，位於膽振綜合振興局西部。
郡名源自阿伊努語的「us」（海灣）或「us-or」（海灣內部）。

## 轄區
轄區包含1町：
- 壯瞥町

## 沿革

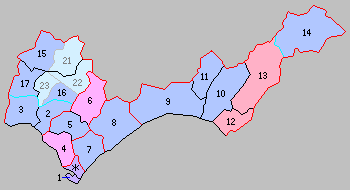
北海道一・二級町村制施行時有珠郡下辖町村（4.伊达村 5.壮瞥村 6.徳舜瞥村 桃：伊達市）

- 1869年8月15日：北海道設置11國86郡，膽振國有珠郡成立。
- 1897年11月：北海道實施支廳制，隸屬室蘭支廳之管轄，此時有珠郡下轄東紋鼈村、西紋鼈村、長流村、有珠村、稀府村、黄金蘂村、壯瞥村。[2]（7村）
- 1900年7月1日：東紋鼈村、西紋鼈村、長流村、有珠村、稀府村、黄金蘂村合併為伊達村，並成為北海道一級村。（2村）[3]
- 1915年4月1日：德舜瞥村從壯瞥村分村，同時壯瞥村成為北海道二級村。（3村）[4]
- 1919年4月1日：德舜瞥村成為北海道二級村。
- 1920年6月：德舜瞥村的部份區域被併入虻田郡喜茂別村（現喜茂別町）。
- 1922年：室蘭支廳改名為膽振支廳。
- 1925年8月1日：伊達村改制為伊達町。（1町2村）
- 1939年4月1日：壯瞥村成為北海道一級村。
- 1943年6月1日：北海道一級二級町村制廢止，德舜瞥村改為內務省指定村。
- 1946年10月5日：指定町村制廢止。
- 1950年9月1日：德舜瞥村改名為大瀧村。
- 1962年1月1日：壯瞥村改制為壯瞥町。（2町1村）
- 1972年4月1日：伊達町改制為伊達市，並脫離有珠郡之管轄。（1町1村）
- 2006年3月1日：大瀧村被併入伊達市，並脫離有珠郡之管轄。（1町）